# Huia sumatrana
Huia sumatrana е вид земноводно от семейство Водни жаби (Ranidae).

## Разпространение
Видът е разпространен в Индонезия.